# Nahal Hever

Le Nahal Hever (ou Nahal Zeʾ elim) est un cours d'eau du désert de Judée qui naît dans le secteur de Yatta, à proximité de Hébron et se jette dans la mer Morte au sud du Nahal Arougot et au nord du Nahal Mishmar, entre Ein Gedi et Massada. Sa longueur est de 17 km.

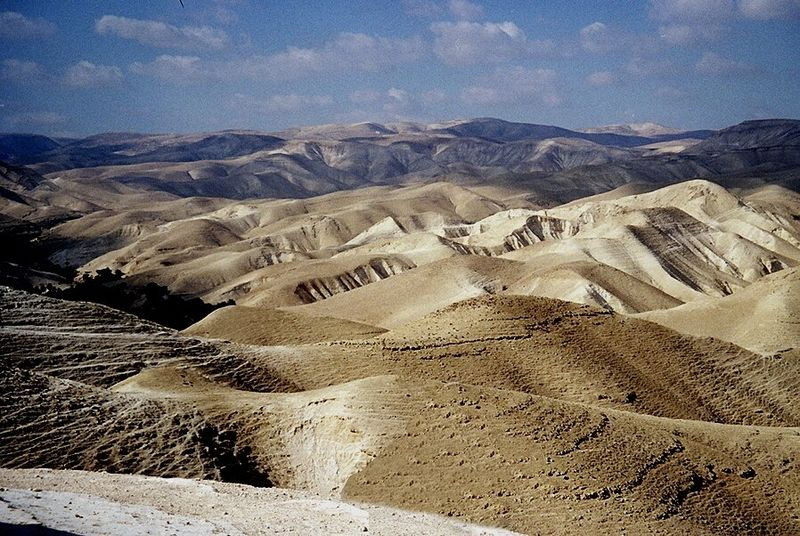

Près de la source de la rivière se trouvent deux grottes dans lesquelles ont été faites d'importantes découvertes archéologiques : la « Grotte aux lettres » (hébreu : מערת האיגרות), et un peu plus haut, la « Caverne des horreurs » (hébreu : מערת האימה) dans lesquelles ont notamment été trouvées des documents en rapport avec la révolte de Bar Kokhba (132 - 136).
Les sites ont été découverts en 1953 et étudiés de 1960 à 1961 par Yigaël Yadin. Les papyrus ont été publiés en deux volumes ; en grec (1989), et en hébreu et araméen (1991).